# Права людини у Швейцарії
Права людини у Швейцарії, одній із найстаріших демократій Європи, здебільшого поважаються. Країна часто перебуває на перших позиціях у міжнародних рейтингах дотримання громадянських свобод та політичних прав. Права людини займають центральне місце в системі цінностей держави, що закріплено у Федеральній конституції. Як зазначено у Стратегії зовнішньої політики Швейцарії на 2016—2019 роки Федерального департаменту закордонних справ (FDFA), сприяння миру, взаємній повазі, рівности та недискримінації є ключовими елементами зовнішніх відносин країни.
Швейцарія є підписантом усіх основних міжнародних документів у сфері прав людини. Вона також є державою-депозитарієм Женевських конвенцій і місцем заснування або штаб-квартири низки міжнародних неурядових організацій, пов'язаних із правами людини, зокрема Червоного Хреста. У Женеві розташована Рада ООН з прав людини, членом якої є Швейцарія і створення якої вона активно ініціювала. Повагу до прав людини та розвиток демократії визначено як одну з п'яти офіційних політичних цілей Швейцарії.

## Міжнародна участь
Швейцарія є учасником і має значний вплив у низці міжнародних механізмів, спрямованих на захист прав людини.

#### Рада з прав людини
Рада ООН з прав людини була ініціативою Швейцарії у 2006 році, яка замінила попередню Комісію ООН з прав людини. Відтоді Швейцарія залишається активним учасником усіх заходів РПЛ, спрямованих на просування та захист прав людини на міжнародному рівні. Нещодавно було схвалено третій термін членства Швейцарії після виконання рекомендацій, наданих у межах Універсального періодичного огляду 2012 року, серед яких — покращення гендерної рівности, удосконалення положень щодо правосуддя у справах неповнолітніх, зменшення расової дискримінації та протидія надмірному застосуванню сили з боку правоохоронних органів.
У найсвіжішій заявці до ООН Швейцарія визначила захист прав людини на міжнародному рівні як одну з трьох основних добровільних обіцянок. Скасування смертної кари у світі, суворіше покарання за порушення прав людини, боротьба з дискримінацією за ознакою сексуальної орієнтації та захист правозахисників визначені як ключові напрями політики.
Розширення та посилення РПЛ і її повноважень є високим пріоритетом для Швейцарії, а сприяння загальній повазі до всіх прав людини закріплено у конституції країни. Ця мета також була відображена у заявці Швейцарії на поновлення членства в РПЛ у 2015 році, де країна висловила прагнення розширити участь неурядових організацій, забезпечити навчання всіх держав у сфері глобального управління правами людини та створити системи підтримки для бідніших країн, щоб вони могли активніше брати участь у дискусіях з прав людини, зокрема через фінансування перебування делегатів у Женеві.

#### Договори
Швейцарія ратифікувала багато міжнародних договорів у сфері прав людини. Серед них: Конвенція ООН проти катувань та інших жорстоких, нелюдських або таких, що принижують гідність, видів поводження і покарання; Факультативний протокол до Конвенції проти катувань; Другий факультативний протокол до Міжнародного пакту про громадянські та політичні права, спрямований на скасування смертної кари; Конвенція про ліквідацію всіх форм дискримінації щодо жінок; Міжнародна конвенція про ліквідацію всіх форм расової дискримінації; Конвенція ООН про права дитини; Конвенція ООН про права осіб з інвалідністю. Це доповнює Загальну декларацію прав людини.

## Внутрішнє забезпечення прав людини
Попри можливі труднощі, що випливають із федерального та кантонального устрою Швейцарії, у країні діє правило: будь-який міжнародний договір, який вона ратифікує, автоматично набуває чинности як національне право без необхідности окремої оцінки чи запровадження механізмів виконання. Це сприяє підвищенню стандартів у сфері прав людини. Федеральна конституція Швейцарії визначає гідність і рівність як найвищі цінності, що відображено у застосуванні низки федеральних законів.

### Захисники прав людини
Швейцарія підтримує Декларацію ООН про правозахисників, визнаючи важливу роль цих осіб і організацій у міжнародному просуванні прав людини та їхній вплив на держави задля підвищення рівня національних зобов'язань у цій сфері. Країна запровадила та прагне стандартизувати Швейцарські керівні принципи щодо захисту правозахисників, аби забезпечити їхню безпеку як усередині країни, так і під час правозахисних місій за кордоном. Швейцарія також є одним із лідерів у сфері права на цифрову цілісність. 29 вересня 2022 року депутат Самюель Бендаган подав парламентську ініціативу щодо внесення цього права до Федеральної конституції. У кантоні Женева 18 червня 2023 року на референдумі понад 94 % виборців підтримали внесення права на цифрову цілісність до кантональної конституції.

### Права дитини
Швейцарія ратифікувала Конвенцію про права дитини у 1997 році й відтоді продовжує вдосконалювати захист прав дітей. У 2011 році Федеральне управління соціального страхування запровадило програму захисту молоді від насильства та ще одну — для виховання й захисту дітей від негативного впливу медіа. Паралельно діють загальнонаціональні організації, такі як фонд Pro Juventute та Швейцарський фонд захисту дітей, що працюють із жертвами різних форм дитячого насильства.
На міжнародному рівні Швейцарія є стороною Конвенції Ради Європи про захист дітей від сексуальної експлуатації та сексуального насильства, яка криміналізує сексуальні дії щодо дітей у всіх державах-учасницях. Водночас попри наявність розгалужених механізмів захисту, у звітах з прав людини все ще фіксуються високі показники випадків насильства над дітьми у Швейцарії. Так, лише один дитячий шпиталь у 2014 році зафіксував 450 випадків насильства, з яких 33 % становили сексуальні посягання, 35 % — фізичне насильство, а решта припадала на психологічне насильство та нехтування потребами дитини.
З часу другого Універсального періодичного огляду Швейцарії у жовтні 2012 року відбулися незначні покращення у сфері захисту прав дитини, переважно у частині, що стосується прав і правил щодо покарання неповнолітніх правопорушників, але не у зменшенні високої статистики випадків насильства.

### Смертна кара
Швейцарія скасувала смертну кару за всі кримінальні злочини у 1992 році. Це закріплено у конституції країни, і відтоді вона активно виступає за повсюдне скасування цього виду покарання. Швейцарія розглядає право на життя та людську гідність як фундаментальні права людини та прагне, щоб смертна кара була засуджена в усьому світі.
Країна відіграє активну роль у цьому процесі, співпрацюючи з Управлінням Верховного комісара ООН з прав людини та ініціюючи Всесвітній день проти смертної кари, який відзначається щороку 10 жовтня. Співпраця з ООН також включає розробку кількох резолюцій, таких як мораторій на смертну кару, який Рада з прав людини схвалила у 2015 році та який подається на розгляд Генеральної Асамблеї ООН кожні два роки, починаючи з підтримки Швейцарією цього документа у 2007 році.
Швейцарія також співпрацює з міжнародними організаціями, зокрема Death Penalty Project, Міжнародною комісією проти смертної кари та Світовою коаліцією проти смертної кари, а також ратифікувала такі міжнародні документи, як Другий факультативний протокол до Міжнародного пакту про громадянські й політичні права, спрямований на скасування смертної кари; Протокол № 13 до Конвенції про захист прав людини й основоположних свобод, що стосується скасування смертної кари за будь-яких обставин; та Конвенція про права дитини.

### Антидискримінаційні положення
Боротьба з дискримінацією та сприяння інклюзії є одним із ключових способів, якими Швейцарія прагне просувати права людини на національному рівні, що відповідає статтям 1, 2 і 7 Загальної декларації прав людини.

#### Захист від дискримінації за ознакою сексуальної орієнтації та гендерної ідентичности
З 2020 року антидискримінаційне законодавство Швейцарії прямо забороняє дискримінацію за ознакою сексуальної орієнтації. З 2022 року швейцарське право дозволяє одностатеві шлюби, доступ до штучного запліднення, а також усиновлення дитини у випадках, коли один або обидва партнери вже були її законними опікунами до початку стосунків.

#### Расизм
Швейцарія застосовує як масштабні, так і локальні механізми та інструменти, внутрішні та міжнародні, для запобігання расизму. Заборона дискримінації за етнічною чи расовою ознакою закріплена у Кримінальному кодексі Швейцарії. Країна брала участь у Женевській конференції з перегляду Дурбанської декларації у 2009 році та приєдналася до її підсумкового документа. На місцевому рівні всі кандидати на службу в поліції повинні скласти іспит з прав людини, етики та питань расизму перед працевлаштуванням. Служба боротьби з расизмом надає підтримку, освітні програми та фінансову допомогу проєктам, спрямованим на викорінення цього явища. Служба також пропонує перелік правових засобів захисту у випадках расової дискримінації.

#### Гендерна рівність
Просування гендерної рівности у Швейцарії відображене в багатьох правових актах країни. Стаття 8 Федеральної конституції Швейцарської Конфедерації закріплює рівні права чоловіків і жінок у сфері права, сімейного життя та працевлаштування. Швейцарія також дотримується міжнародних документів, спрямованих на досягнення гендерної рівности, зокрема гендерних положень Порядку денного у сфері сталого розвитку на період до 2030 року, та бере участь у діяльності ООН, надаючи політичну й фінансову підтримку ініціативам із визнання рівности статей на глобальному рівні. Жінки отримали право голосу у перших швейцарських кантонах у 1959 році, на федеральному рівні — лише у 1971 році, а в останньому кантоні Аппенцелль-Іннерроден — у 1990 році, попри те, що Швейцарія ратифікувала Європейську конвенцію з прав людини за 16 років до цього.
У 2011 році відзначалися важливі віхи у сфері прав жінок: 40-річчя запровадження федерального виборчого права для жінок, 30 років конституційного закріплення принципу гендерної рівности та 15 років чинности законодавчого забезпечення рівних прав, передбачених Федеральним законом про рівність між жінками та чоловіками. Швейцарія також ратифікувала Факультативний протокол до Конвенції про ліквідацію всіх форм дискримінації щодо жінок та ухвалила низку інших національних правових норм для забезпечення гендерної рівности. Серед них — Закон про допомогу потерпілим від злочинів та створення Федерального бюро з питань рівности між жінками та чоловіками, яке займається підготовкою державних службовців з питань реагування на випадки домашнього насильства. Кримінальний кодекс Швейцарії також містить спеціальні положення, що забороняють окремі форми гендерної дискримінації, такі як жіноче обрізання та примусові шлюби.

#### Особи з інвалідністю
Близько 17 % населення Швейцарії мають інвалідність. Закон про рівність для осіб з інвалідністю спрямований на сприяння їхньому працевлаштуванню та запобігання дискримінації.

### Запобігання катуванням
Конституція Швейцарії забороняє будь-які форми катувань. Водночас надходили численні повідомлення про надмірне застосування сили та незаконне поводження з боку поліції під час арештів. Такі випадки розглядалися у кримінальних судах. Проблемою, зазначеною у звітах з прав людини, залишається переповненість в'язниць, яка у 2014 році перевищувала місткість від 50 % до 300 %. Це питання досі не вирішене. У 2013 році в місцях позбавлення волі зафіксовано 10 смертей, серед яких 2 самогубства, що досі не отримали належного розслідування.
Факультативний протокол до Конвенції проти катувань та інших жорстоких, нелюдських або таких, що принижують гідність, видів поводження і покарання набув чинности у Швейцарії у 2009 році, а вже у 2010 році Федеральна рада створила Національну комісію із запобігання катуванням для контролю за дотриманням прав людини.

### Правосуддя
Судова система Швейцарії ґрунтується насамперед на Конституції, яка гарантує незалежність судової влади. Передбачено презумпцію невинуватости, відкритість судових процесів та відсутність необґрунтованих затримок. У країні наразі немає загальнонаціонального омбудсмена чи аналогічного органу для розгляду та реагування на скарги.

### Біженці та шукачі притулку
Загальнонаціональна політика надання притулку у Швейцарії чинна до вересня 2018 року після її поновлення у 2014 році. Вона вимагає, щоб шукачі притулку надали необхідні документи або мали обґрунтовану причину їх відсутности, інакше їм може бути відмовлено у наданні притулку. Країна бере участь у Регламенті Дублін II з 2008 року, що дозволяє передавати шукачів притулку між державами-учасницями. Шукачі притулку можуть отримати екстрену фінансову допомогу, а національне законодавство, зокрема Закон про надання притулку, узгоджує політику Швейцарії з вимогами Директиви ЄС про повернення. Під час російсько-української війни українські біженці у Швейцарії отримують тимчасовий захист (статус S), що дозволяє їм перебувати у країні та працювати. Швейцарія продовжила цей статус до 2026 року, враховуючи безпекову ситуацію в Україні. Станом на кінець серпня 2024 року, статус S мали близько 66 тисяч українців.